# Accident aérien de Dunbeath
L'accident d'hydravion de Dunbeath concerne un hydravion Short Sunderland qui s'est écrasé près du village de Dunbeath (en), dans les Highlands, (Écosse), le 25 août 1942, coûtant la vie à quatorze de ses quinze occupants dont le prince George de Kent, frère du roi George VI et alors Air commodore de la Royal Air Force, qui s'y trouvait en tant que passager.
Le vol était à destination de Reykjavik, en Islande, ville qui accueillait alors une base aérienne de la Royal Air Force. Une commission d'enquête de la Royal Air Force conclut que la cause de l'accident est une erreur de navigation de la part de l'équipage.

## Accident
L'aéronef impliqué dans l'accident, assigné à la base RAF d'Oban (en), appartenait au 228e escadron (No. 228 Squadron) de la Royal Air Force, membre du 18e groupe (No. 18 Group) dédié au missions aériennes en haute mer, à la lutte anti-sous-marine et aux patrouilles maritimes.
Le 25 août 1942, il était assigné à l'équipage une mission de transport d'une haute personnalité, le prince George de Kent, qui devait se rendre à la base RAF de Reykjavik (en) en Islande. Parti de la base d'hydravions de RAF Invergordon (en), l'appareil décolla du Cromarty Firth à 13 h 5 GMT par temps brumeux. L'équipage comprenait trois pilotes, un navigateur, ainsi que des radios, mécaniciens et mitrailleurs. Piloté aux instruments, l'hydravion suivit une route différente de celle prévue à son plan de vol, virant à gauche pour prendre une route au nord-ouest trop tôt et trop bas pour passer les reliefs,, et s'écrasa sur l'Eagle's Rock à 13 h 42.

## Victimes et survivant
La catastrophe provoqua la mort de quatorze des quinze personnes présentes officiellement à bord, dont le prince George,.
Il y eut un survivant, le sergent Andrew Jack, l’un des mitrailleurs. Remis de ses blessures, il continua à servir dans la RAF après la guerre et prit sa retraite en 1964,. Il mourut en 1978 à Brighton, âgé de 56 ans.  

## Zones d'ombre
Dans son journal, Alan Lascelles, le secrétaire privé du roi, avait noté qu'il y avait 16 personnes à bord lors de l'accident du prince George. Selon le témoignage d'un membre de l'équipe de secours envoyé sur les lieux du crash, le corps d'une femme se trouvait parmi les victimes. D'après la nièce du survivant Andrew Jack, le prince George aurait été aux commandes lors du crash et une autre personne se serait trouvée à bord.  
Les documents de la commission d'enquête ont semble-t-il disparu. Le secret autour de l'enquête a favorisé l'apparition de théories du complot les plus fantaisistes, notamment que l'avion se rendait en Suède pour négocier la paix avec les nazis, ou qu'il aurait été abattu par les services secrets sur ordre de Churchill, qui aurait vu en George un sympathisant allemand.

## Enquête
L'enquête de la RAF détermina que les quatre moteurs de l'avion étaient en fonctionnement au moment de l'impact et conclut à une erreur de navigation (mauvaise prise en compte du vent qui aurait fait dériver l'avion de sa route prévue).

## Hommages
Certains des restes de l'équipage sont enterrés à Oban. Le prince George est inhumé au domaine de Frogmore, à proximité du mausolée royal.